# Lilla Bjursjön, Västmanland
Lilla Bjursjön är en sjö i Skinnskattebergs kommun i Västmanland och ingår i Norrströms huvudavrinningsområde.